# Anglesola
Anglesola es un municipio español de la provincia de Lérida, situado en la comarca catalana de Urgel. Cuenta con una población de 1367 habitantes (INE 2024).

## Geografía
Integrado en la comarca de Urgel, se sitúa a 42 kilómetros de la capital provincial. El término municipal está atravesado por la autovía del Nordeste A-2 entre los pK 499 y 502, además de por la carretera autonómica C-53 que se dirige hacia Balaguer. 
El relieve del territorio es predominantemente llano, estando atravesado por el canal de Urgel y acequias para el regadío. La altitud oscila entre los 357 metros en una colina situada en el mismo pueblo y los 295 metros al sur del término municipal. El centro del pueblo se alza a 335 metros sobre el nivel del mar. 
| Noroeste: Barbens  | Norte: Tornabous, Barbens (exclave) y Tárrega | Noreste: Tárrega   |
| Oeste: Bellpuig    |                                               | Este: Vilagrasa    |
| Suroeste: Bellpuig | Sur: Vilagrasa                                | Sureste: Vilagrasa |

## Historia
La localidad aparece citada por primera vez en 1079 en un documento mediante el cual Ramón Berenguer II y Berenguer Ramón II cedían las tierras a Berenguer Gombau para que las repoblara. Se convertía en el centro de la baronía de Anglesola, decisiva en la reconquista catalana. El linaje de la baronía tomó el nombre del castillo. A partir del siglo XII, se dividió en tres ramas: los señores de Vallbona, los de Bellpuig y los de Anglesola.
En 1097 se cita por primera vez la iglesia de la población. Sancha, viuda de Berenguer Gombau, cedió el templo al clero de Solsona. En 1139, Anglesola disponía de un hospital para pobres, fundado por Arnau Berenguer de Anglesola y dirigido por el abad del monasterio de Poblet.
El linaje de los Anglesola se extinguió en 1382 y Martín I de Aragón entregó la baronía a Pere de Benviure, un protegido de la reina María de Luna. Más tarde pasó a manos de los Erill, cuyo linaje desapareció en 1475. Finalmente, terminó en poder de los condes de Perelada, quienes tuvieron la señoría hasta el fin del antiguo régimen.

## Geografía humana

### Demografía
Cuenta con una población de 1367 habitantes (INE 2024).
| Gráfica de evolución demográfica de Anglesola entre 1842 y 2021                                                       |
| |
| Población de derecho según los censos de población del INE. Población de hecho según los censos de población del INE. |

### Economía
La principal actividad económica es la agricultura. Destacan los cultivos de frutales, básicamente manzanos y perales, aunque también hay cultivos de secano.
El pueblo cuenta con un polígono industrial que en 2007 acogía a doce empresas.

## Cultura
No quedan restos del castillo ni de la primitiva iglesia. La actual iglesia parroquial está dedicada a San Pablo de Narbona y se cree que fue construida en el mismo lugar en el que se encontraba la original. Es del siglo XV, de nave única, con capillas laterales y coro. La cubierta está compuesta por una combinación de bóvedas de crucería y de arista al lado de bóvedas de cañón. Esta mezcla de estilos está presente en otros edificios catalanes del siglo XV. El campanario, de planta cuadrada, está adosado a los muros. La parte superior está cerrada con una balaustrada.
A cada uno de los lados de la puerta de entrada, se encuentran dos imágenes del románico que representan a San Pedro y a San Pablo. Ambas son obras de Ramón de Bianya y están datadas en el siglo XII. De dicho siglo es también la cruz de Anglesola, que conservada en la caja fuerte del Ayuntamiento contiene diversas reliquias. En el siglo XIV, se añadió a la iglesia un retablo de piedra dedicado a la Virgen que se conserva el Museo de Bellas Artes (Boston). En el templo puede verse también un retablo del siglo XV dedicado a Santa Ana procedente de una capilla que se encontraba en la antigua puerta de entrada de la ciudad. También se encuentra una talla en piedra policromada del siglo XIV y que representa a San Pablo.
A la derecha está la capilla de la Santa Cruz, construida entre 1693 y 1722 en estilo renacentista. Tenía un altar de estilo churrigueresco, obra de Isidre Espinalt, que se destruyó durante la Guerra Civil y que se restauró en 1961. Tiene un relicario en el que se conservan fragmentos de la Santa Cruz que, según la tradición, trajo Martí de Montsant hasta la ciudad en el siglo XIII.
La villa tenía tres cruces de término, de las que únicamente se conserva una, situada en la plaza de Santa Anna. El estilo de la cruz hace difícil su datación, aunque parece del gótico tardío. Se encuentra elevada sobre tres escalones; en el zócalo puede verse grabado el escudo de la ciudad. La cruz está coronada por un capitel en el que se encuentran esculpidas las imágenes de diversos santos. Está considerada como Monumento Histórico Artístico.
En la plaza Major pueden verse los restos de la portalada de un antiguo convento de trinitarios fundado en el siglo XIII. Es de estilo románico de transición y tiene grabado el escudo de la orden y una imagen de San Juan de Mata.
Anglesola celebra su fiesta mayor en el mes de mayo. Otra festividad destacada es la de San Antonio Abad, en el mes de marzo, durante la que se celebra la fiesta de los Tres Tombs y una feria medieval.